# Gradisca d'Isonzo
Gradisca d'Isonzo (tiếng Friulia: Gardiscja hoặc Gardiscje, tiếng Slovene: Gradišče ob Soči, tiếng Đức: Gradis am Sontig)Gradisca d'Isonzo là một đô thị (comune) ở tỉnh Gorizia, vùng tự trị Friuli-Venezia Giulia của Ý. Đô thị Gradisca d'Isonzo có diện tích 10 km2, dân số thời điểm 31 tháng 5 năm 2008 là6603 người.
Gradisca d'Isonzo có các đơn vị dân cư sau:
Gradisca d'Isonzo giáp với các đô thị:
Thị trấn là một trung tâm văn hóa quan trọng cho người Friulia trong khu vực Venezia Giulia.
Gradisca được đề cập lần đầu tiên năm 1176, khi nó đã có một dân số hỗn hợp của nguồn gốc Slavic và Latin thuộc Tòa Thượng phụ của Aquileia. Năm 1473, nó được sáp nhập vào Cộng hòa Venice, trong đó tăng cường nó như là một pháo đài chống lại đế chế Ottoman. Năm 1511 nó đã bị chiếm bởi Maximilian I, và từ đó đó là một sở hữu của Nhà Habsburg. Năm 1615, một nỗ lực của Venice chiếm lại khu vực này bắt đầu cuộc chiến tranh Gradisca. Tuy nhiên, thị trấn được giữ Imperials, và đã được thực hiện vốn của Quận Gradisca, sau đó hoàng đế Ferdinand III bán trên lãnh thổ John Anthony Eggenberg, có gia đình đã tổ chức Gradisca cho đến khi 1717, mở rộng và làm phong phú nó liên tục.
Với sự biến mất của các Eggenberg, các quận Habsburg, được kết hợp với Quận Gorizia năm 1754. Năm 1914, sự bùng nổ của Thế chiến thứ nhất, dân số của Gradisca chiến đấu dưới Áo-Hungary. Năm 1921, thị trấn trở thành một phần của Ý.